# Маматов, Бакытбек Дюшебаевич
Бакытбек (Бакыт) Дюшебаевич Маматов (родился 17 марта 1980 года, Кара-Суу, Ошская область) — киргизский футболист, игравший на позиции полузащитника. Выступал за сборную Кыргызстана.

## Карьера
Бакыт Маматов начал свою карьеру в футбольном клубе «Семетей» из города Кызыл-Кыя. Впоследствии играл за другие команды Кыргызстана: «КПК Динамо-УВД», «Жаштык-Ак-Алтын», «Абдыш-Ата», «Алга», «Нефтчи», «Динамо МВД».
В начале 2016 года подписал контракт с двукратным чемпионом Кыргызстана, клубом «Алай» из города Ош и стал его играющим главным тренером.
В национальной сборной Кыргызстана дебютировал 7 марта 2007 года в матче против Казахстана. 19 августа 2007 года в матче против Камбоджи забил свой первый гол. Всего в 2007—2008 годах сыграл за сборную 9 матчей и забил один гол.

## Достижения
Командные
 «Жаштык-Ак-Алтын»
- *  Чемпион Кыргызстана (1): 2003.
- Бронзовый призёр чемпионата Кыргызстана: 2004, 2005.
- Финалист Кубка Кыргызстана: 2003, 2004, 2005.
- Итого: 6 трофеев

 «Нефтчи (Кочкор-Ата)»
- Серебряный призёр чемпионата Кыргызстана (1): 2011.
- Финалист Кубка Кыргызстана (2): 2011
- Итого: 2 трофея